# Concerts per a orgue, op. 7 (Händel)
Els Concerts per a orgue i orquestra op. 7, HWV 306-311, són un conjunt de 6 obres per a orgue de Georg Friedrich Händel. Foren compostos a Londres entre el 1740 i el 1751 i publicades pòstumament el 1761 per l'editor John Walsh. Els concerts tenien la funció de servir d'interludi durant la representació dels oratoris de Händel i contenen material gairebé totalment original; alguns dels seus moviments són molt populars i inspirats.
Händel era un extraordinari organista com queda reflectit en les paraules de Johann Mattheson en el seu tractat de música de 1739, Der vollkommene Capellmeister: «Es pot dir que Händel, específicament, no pot ser fàcilment superat per ningú pel que fa a les seves habilitats amb l'orgue, tan sols potser per Bach a Leipzig».

## Anàlisi musical

### Taula general
| HWV | Núm.         | Tonalitat       | Data de composició | Estrena               | Lloc                                   | Any de publicació | Moviments                                                                   | Notes |
| --- | ------------ | --------------- | ------------------ | --------------------- | -------------------------------------- | ----------------- | --------------------------------------------------------------------------- | --- |
| 306 | Op. 7 num. 1 | Si bemoll major | 17 febrer 1740     | 27 febrer 1740        | Lincoln#'s Inn Fields Theatre, Londres | 1761              | Andante - Andante - Largo, e piano - Bourrée                                | El primer moviment inclou una part independent per al pedaler.                                                                                          |
| 307 | Op. 7 num. 2 | La major        | 5 febrer 1743      | 18 febrer 1743        | Royal Opera House, Londres             | 1761              | Ouverture - A tempo ordinario - organno ad libitum - Allegro                | Estrenat com a interludi de l'oratori Samson, HWV 57.                                                                                                   |
| 308 | Op. 7 num. 3 | Si bemoll major | 1-4 gener 1751     | 1º març 1751          | Royal Opera House, Londres             | 1761              | Allegro - organo (adagio e fuga) ad libitum) - Spiritoso - Minuet - Minuet  | Existeixen dues versions autògrafes del primer moviment. Es tracta de la darrera obra orquestral de Händel.                                             |
| 309 | Op. 7 num. 4 | Re menor        | Potser 1744        | Potser 14 febrer 1746 | ?                                      | 1761              | Adagio - Allegro - organo ad libitum - Allegro                              | Estrenat com a interludi de An Occasional Oratorio, HWV 62.                                                                                             |
| 310 | Op. 7 num. 5 | Sol menor       | 31 gener 1750      | 16 març 1750          | Royal Opera House, Londres             | 1761              | Allegro ma non troppo, e staccato - Andante larghetto, e staccato - Gavotta | Estrenat com a interludi de l'oratori Theodora, HWV 68. La gavota final probablement fou afegida per John Christopher Smith.                            |
| 311 | Op. 7 num. 6 | Si bemoll major | Potser 1748-1749   | 1749                  | ?                                      | 1761              | Pomposo - organo ad libitum - A tempo ordinario                             | Després de la mort de Händel fou reorganitzat per John Christopher Smith en la forma que actualment el coneixem de cara a la publicació per part Walsh. |

## Els sis concerts

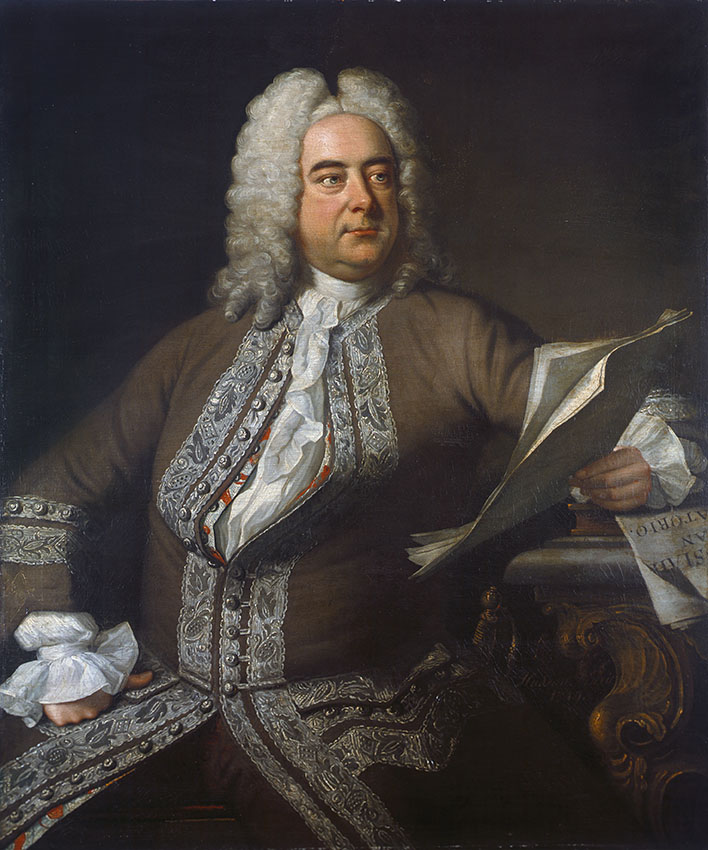
Georg Friedrich Händel.

### HWV 306
L'estrena del Concert HWV 306 es realitzà sobre un orgue amb dos teclats manuals en el Lincoln's Inn Fields Theatre de Londres. Aquest concert és l'únic de la sèrie que hi ha una part per al pedaler. Es tracta d'una composició més important i majestuosa que els Concerts per a orgue, op. 4, compostos per a ser interpretats en orgues de mida més petita.
El primer i el segon moviment formen una única xacona sobre un ostinato, i hi ha escrites una sèrie de variacions senzilles però atractives. En el Largo hi ha un baix en l'estil d'una xacona que dona pas a una bourrée brillant, molt melòdica. El primer moviment, a més, conté una arranjament de la famosa passacaglia de la Suite per clavicèmbal HWV 432.

### HWV 307
Aquest petit concert és més líric amb relació a l'anterior. Consta d'un tercer moviment no escrit, que Händel improvisà durant l'execució. El quart moviment està basat en La Coquette, la sisena suite dels Componimenti musicali de Gottlieb Muffat.

### HWV 308
És un gran concert. El primer moviment es basa en el famós Halleluja de El Messies. El segon moviment, adagio i fuga, no està escrit i s'improvisà en directe.

### HWV 309
El concert comença amb un Adagio ple de passatges en els que s'alternen el violoncel, el fagot i l'orgue. El segon moviment està agafat de la Tafelmusik (1733) de Georg Philipp Telemann. El darrer moviment deriva del propi Concert op. 3 num. 6. El tercer moviment no està escrit, i és una altra part deixada a la improvisació de l'organista.

### HWV 310
El primer moviment, el tutti interpreta fragments vigorosos a l'uníson que s'alternen amb passatges cromàtics més elaborats per part de l'orgue solista. Un Adagio deixat a la improvisació porta a un Larghetto, amb una sèrie de variacions sobre un baix obstinat. PEr cabar, hi ha un minuet i un gavota, aquesta darrera afegida per John Christopher Smith. El primer moviment conté material temàtic derivant de dues triosonates, l'op. 2 num. 1 i la num. 8. La gavota és una arranjament del Concert per orgue i orquestra op. 4 num. 3.

### HWV 311
Aquest concert, amb un aire vivaldià en l'estil, consta de tres moviments. El segon no està escrit per deixar-lo la improvisació del moment. El tercer moviment també té una secció d'improvisació.

## Parts improvisades
Tot i que una versió completa dels Concerts per orgue i orquestra op. 4 fou publicada el 1738, en vida de Händel, molts dels concerts de l'op. 7 es publicaren pòstumament. S'incloïen els moviments no compostos que l'organista ha d'improvisar. En el cas del concert HWV 306, Händel incloia una arranjament de la famosa passacaglia de la Suite per clavicèmbal HWV 432. La partitura del concert indica que la passacaglia ha de ser interpretada segons la partitura, però arribats a un cert punt apareix l'anotació ad libitum (llatí: a plaer), que dona llibertat a l'organista per allargar-lo el què consideri.